# Non è la fine (Elodie)
Non è la fine è un singolo della cantante italiana Elodie, pubblicato l'8 gennaio 2020 come quinto estratto dal terzo album in studio This Is Elodie.

## Video musicale
Il video è stato reso disponibile il 9 gennaio 2020 attraverso il canale YouTube della cantante.

## Tracce
1. Non è la fine (feat. Gemitaiz) – 3:10

## Classifiche
| Classifica (2020) | Posizione massima |
| ----------------- | ----------------- |
| Italia            | 63                |